# Nola praefica
Nola praefica är en fjärilsart som beskrevs av Saalmüller 1884. Nola praefica ingår i släktet Nola och familjen trågspinnare. Inga underarter finns listade i Catalogue of Life.